# 柳時敏

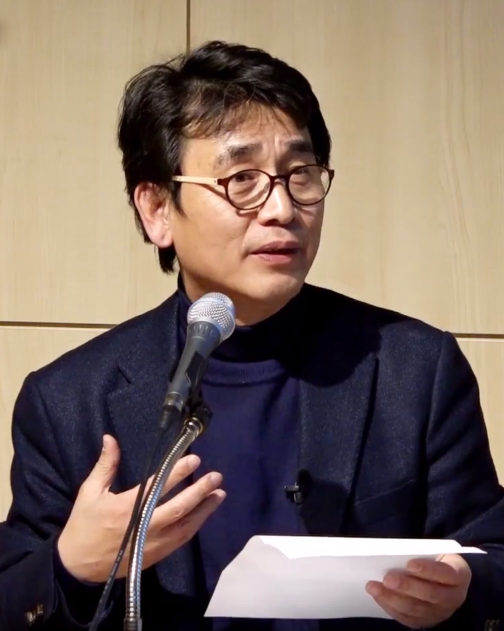
2016年8月

柳 時敏（ユ・シミン / リュ・シミン、朝鮮語: 유시민 / 류시민、1959年7月28日 - ）は、大韓民国のジャーナリスト、著作家、政治家。第44代保健福祉部長官。第16・17代国会議員。国民参与党代表（2011年3月19日～2011年12月5日）。統合進歩党共同代表（2011年12月5日～5月13日）。
本貫は豊山柳氏。慶尚北道慶州市出身。柳成龍の13世孫であり、曽祖父までの先祖代々は安東市河回村の出身である。また、姉の柳時春と妹の柳時珠も文筆家である。

## 歩み
慶尚北道慶州市出身。ソウル大学経済学科を卒業後、西ドイツに留学し、ヨハネス・グーテンベルク大学の経済学修士課程を修了した。自身の理念的志向は、進歩的自由主義、社会自由主義と位置づけている。
作家としては1988年に初版が出版された『逆に読む世界史』（1995年の改訂版を経て、2016年に絶版、2021年にまた全面改訂版）が有名で、累積販売量が100万冊を超えるロングセラーである。
1988年から1991年まで李海瓚の補佐官を務めた後は、再びドイツに留学し、帰国後の1997年からジャーナリストとして活動した。

### 政界進出
2002年の大統領選挙では、ジャーナリストとして活動している最中にもかかわらず絶筆を宣言して政治活動を開始し、盧武鉉の支援活動に専念した。
翌2003年4月24日に行われた国会議員補欠選挙（京畿道高陽市徳陽甲区）に改革国民政党（改革党）から出馬して当選、国会議員となった後、同年11月に結成された「開かれたウリ党」に合流した。また、国旗に対する敬礼は、国家主義的イデオロギーの強制的注入であるとして、これを強制する必要があるのか、と主張した事もある。
2005年の補欠選挙でウリ党が惨敗し、大統領がハンナラ党との大連立（挙国連立）政権を提案した際は、「地球上から撲滅しなければならない」と強烈な嫌悪感を表していたにもかかわらず、ハンナラ党との連帯を積極的に支持し、党内外から批判を買う結果となってしまった。

### 保健福祉部長官就任、総選挙での敗北
2006年2月から2007年5月まで保健福祉部長官を務め、基礎老令年金法や老人長期療養保険法、児童や低所得者層への各種支援制度を制定するなど、辣腕を振るった。一方で、医療保険改革にも積極的に取り組んだが、野党であるハンナラ党の抵抗に遭い、頓挫している。
2007年8月25日に大統合民主新党（ウリ党から離党した議員が主体となって結成された与党系政党。略称：民主新党）の大統領候補予備選挙に名乗り出たが、9月15日に辞退を表明した。翌2008年1月16日、所属していた民主新党からの離党を表明し、同年4月に行われた総選挙では、大邱広域市の寿城乙区から無所属で出馬したが、ハンナラ党の朱豪英に大差で敗れた。

### 国民参与党時代
選挙後、慶北大学で毎週「生活と経済」の講義をすると共に、あちこちの大学街の特講要請に応じながら、本を執筆するなどしていたが、2009年10月19日、親盧勢力が創党を推進している「国民参与党」（参与党）へ参加することを明らかにした。同時に民主党を中心とする野党勢力の統合には加わらないことも明らかにした。

#### 京畿道知事選挙出馬
翌2010年1月に参与党が創党、同年6月に行われた京畿道知事選挙に参与党の知事候補として立候補、全国同時地方選挙の候補者登録が開始された13日に民主党など野党勢力の統一候補となった。選挙戦はハンナラ党の知事候補で現職の金文洙候補に支持率で終始リードされ、投票日間近に沈相奵候補（進歩新党）の立候補辞退と柳候補への支持表明で激しく追い上げたものの、最終的に5％余りの差で金候補に敗れた。なお知事選挙では4％余りの無効票が投じられたが、これらの無効票の大半が柳候補に拒否感を抱いた民主党支持者が投じたものではないかと推測されている。

#### 参与党代表就任と進歩統合
知事選挙後の9月15日、参与党の政策シンクタンクである参与政策研究院の院長に就任した。翌2011年3月19日の参与党全党大会にて行われた中央党職者選出選挙において第2代目の党代表に選出された。代表就任直後の4月27日に慶尚南道金海市乙区で行われた国会議員補欠選挙にて野党統一で擁立した参与党候補が元慶尚南道知事でハンナラ党の金台鎬候補に僅差で破れたことで、2012年に予定されている大統領選挙における立場が危うくなる可能性も出ている。その後、盧武鉉政権時代は敵対関係にあった左派政党である民主労働党（以下、民労党）との統合交渉を推進した。

### 進歩統合政党への参加
民労党と参与党及び統合連帯（沈相奵・魯会燦など進歩新党脱党派が結成）の3党派は12月5日に合同を公式決議、統合進歩党（進歩党）が発足した。柳時敏は李正姫（民労党代表）や魯会燦（統合連帯代表）と共に共同代表を務めることになった。そして2012年4月予定の総選挙では比例代表名簿12位で立候補したが、総選挙における進歩党の比例獲得議席は6議席に留まったため落選した。
選挙後の5月に共同代表の座から退いた。比例候補者の選出をめぐる不正事件をきっかけに進歩党内部では党内抗争が発生、不正を主導した旧・民労党系を中心とするグループ（党権派）に反発したグループ（非党権派）に所属していた柳時敏は、9月に進歩党を離党した。
離党後、沈相奵や魯会燦など党権派と袂を分かったグループで新たに進歩正義党を結成、中央委員となった。12月に行われた大統領選挙では共同選対委員長を務めた。2013年2月19日、Twitter上で政界からの引退を電撃的に表明した。

### 政界引退後
人文学、エッセイなどを執筆する作家として活動している。正義党（進歩正義党が2013年7月21日に改称）の一般党員であったが、2018年6月ごろに離党した。
2016年からは韓国の放送局JTBCの『説戦』という時事番組で政治評論家として人気を集めている。2017年に文在寅大統領が当選した後、彼のための進歩御用知識人になるという冗談を言ったりもした。
2019年と2020年にYouTubeやラジオ放送などを通じて、後に法務部長官となった韓東勲の名誉を毀損したことに対し、2022年と2023年に裁判で有罪と宣告され、罰金刑を処された。

## 略歴
学歴
1972年：寿城国民学校卒業
1975年：大倫中学校卒業
1978年：大邱心印高等学校卒業
1991年：ソウル大学経済学科卒業
ヨハネス・グーテンベルク大学大学院卒業
主要経歴
1980年：ソウル大学総学生代議員会議長、沈在哲らと共に学生運動を主導
1984年：ソウル大フラクチ事件
1988年：国会議員、李海瓚議員補佐官
1995年：ハンギョレ新聞ドイツ通信員
1998年：韓国学術振興財団（現・韓国研究財団）政策企画室長
1999年：聖公会大学校社会科学部兼任教授
2000年：MBC『100分討論』進行者
2002年：前）改革国民政党　代表執行委員
2003年：第16代国会議員（2003年4月24日～2004年5月29日）
2004年      
開かれたウリ党　京畿道党委員長
開かれたウリ党　第4政策調整委員長
第17代国会議員（2004年5月30日～2008年5月29日）
2005年：開かれたウリ党 常任中央委員
2006年2月～2007年5月：第44代保健福祉部長官
2011年3月：国民参与党第2代党代表（2011年3月19日～2011年12月5日）
2011年12月：統合進歩党共同代表（2011年12月5日～5月13日）
2012年9月：進歩党離党
2013年2月：政界引退を宣言
他に図書出版学民社編集部長、『東亜日報』『京郷新聞』『フレシアン』等の時事コラム連載作家を務めたことがある。
出所：柳時敏ホームページ「유시민 소개」（柳時敏紹介）より。